# 無著庵

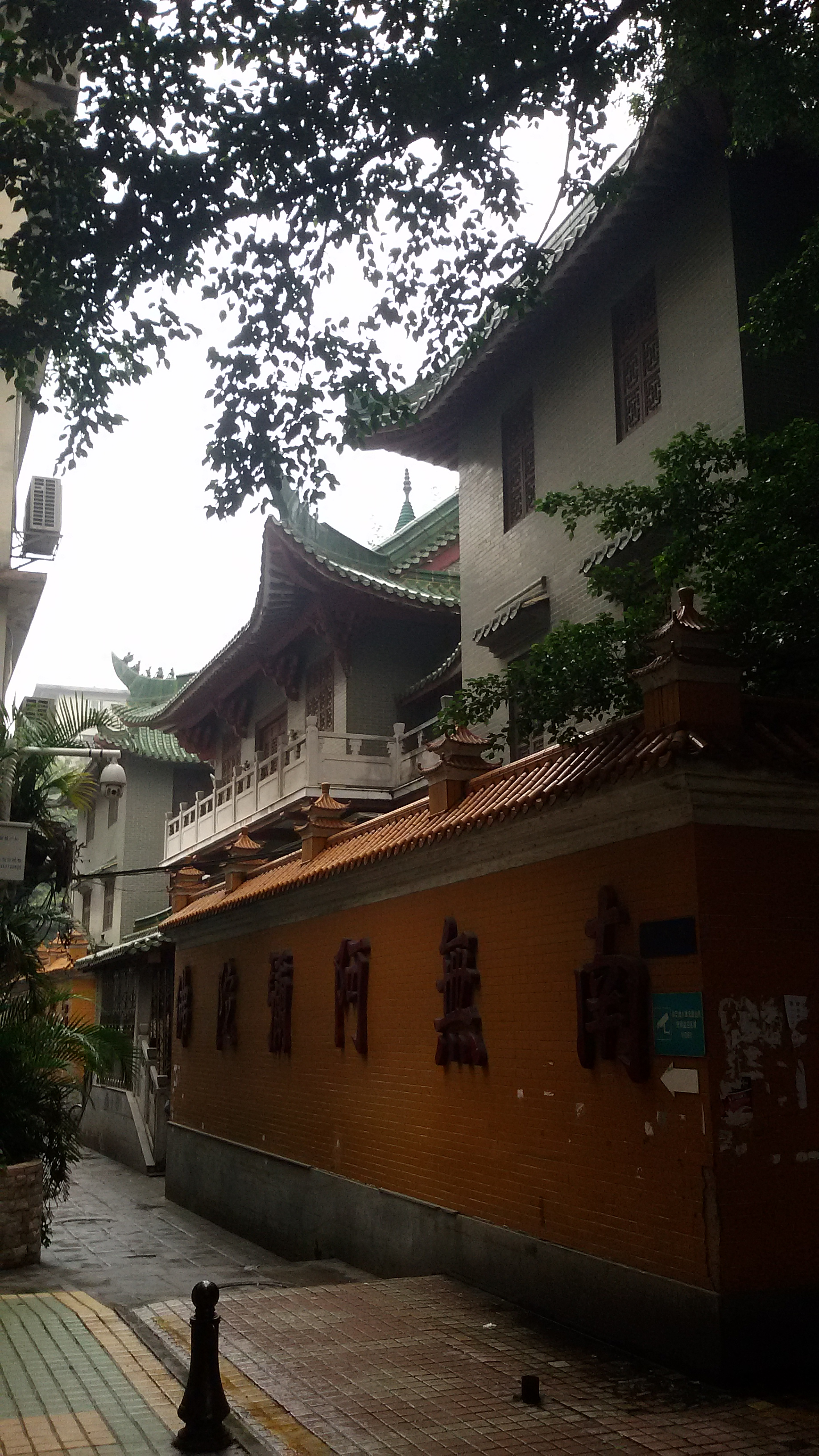
無着庵外貌

無著庵，原稱無著地，是廣東省廣州市的一個尼庵，亦是廣州市唯一一個。位置在德政中路麗水坊四十八號。其是明末高僧天然和尚的胞妹來機比丘尼所创建。

## 名稱
其稱無著地，有含兩個意思，其一是天然和尚與來機大師在俗是兄妹，出家則為法侶，如同印度佛教史上的無著與世親倆兄弟。其二寓意「清淨無染著」。

## 歷史
明代時庵址原是某尚書家園。據《番禺縣續志》“鼎建無著庵碑記”載，尼庵始建於康熙六年（1667），至十七年落成，工程共耗銀三萬五千八百三十餘両，建成佛殿、祖殿、禪堂、觀音閣、齋堂等，還有住房三十餘間，放生池一口，總面積八畝多。其時乃變亂之餘，建庵實所不易，但庵堂在飢謹之時，常招收弱息無歸之出家在家弟子，恆數百人。道光年（1821～1850）後，逐步發展成八房子孫，輪流管理庵內常住事務。
民國13年（1924），廣州市政廳以籌餉為名，將無著庵拍賣充公，各房集資大洋五千贖回大殿、僧房等部分，留存規模壓縮近一半。
共和國初期，當地幹部要求庵中比丘尼繳納房地產税，每半年要九十六担白米或等值物資。由於庵中出家人在解放前主要靠信眾供養或做法事為生，平時也沒積蓄庫存，所以這新設的房產稅實在付不出來。後來經與政府部門討價一番後，税項是減輕了，但仍要靠把部分殿堂房廳（大雄寶殿、韋陀殿、伽藍殿、地藏殿、宗廳、客廳、祖堂）租予民政工廠作車衣生產場地，以扺償稅款。後來部份車衣工人更要求比丘尼代辦伙食，這也為庵堂帶來微薄收入，助出家眾渡過艱難歲月。
文革時庵遭搗毀，殿堂房舍分別為廣州市民政工廠、東山區彈簧廠、東山區房管局和廣州市房管局擴大使用或佔用，並將大殿前放生塘填平建起兩座住宅樓房。
1986年廣州市人民政府批准恢復開放無著庵，轉交廣州市佛教協會管理。廣州佛教協會從揚州請回寬敬法師主持庵務，並撥出十萬元作重建基金。

## 建築
現時進入山門，經過建築依次為天王殿、大雄寶殿、教學樓。左右兩側是僧舍和學生樓，而大雄寶殿左後方就有觀音殿。復建庵舍占地3,000平方米，建築面積超過5,000平方米。

## 外部連結
- 广州无着庵[永久] 佛教天地
- 无着庵 （页面存档备份，存于） 广州佛教在线